# Borreby Teater
Borreby Teater er et dansk teater, der blev etableret i årene 2011-2012, i en lade bygget af kansler Christian Friis i 1593 på Borreby Slot. Første spadestik til teatret blev taget på hendes majestæt Dronning Margrethes fødselsdag d. 16. april 2011. Borreby Teater slog for første gang dørene op godt et år senere, d. 19. april 2012. H.K.H. Prins Henrik forestod den officielle åbning af teatret. Premiereforestillingen var musicalen Jekyll & Hyde, der fik 5 stjerner i Jyllandsposten. Teatret har plads til 449 tilskuere, café og køkken er placeret i den gamle vognport fra midten af 1500 tallet, og toiletfaciliteter i den store vognport fra 1870.
Det er kulturforeningen Vindebroen, der står bag teaterforestillingerne og arrangementerne på stedet. Teaterdirektør er godsejer og skuespiller Joachim Castenschiold.
Borreby Slot og Teater ligger ca. 2 km udenfor Skælskør på Vestsjælland.